# Jet (magazine)
Pour les articles homonymes, voir Jet.
JET  est un périodique hebdomadaire, aujourd'hui diffusé sur internet uniquement, dont la cible marketing est la population des lecteurs afro-américains.

## Historique
Il est fondé à Chicago, dans l'Illinois, en 1951 par John H. Johnson de la compagnie Johnson Publishing Company (en). John H. Johnson est également le créateur six ans plus tôt du magazine Ebony,.
Ce magazine contient des conseils sur la mode et la beauté, des articles sur les spectacles, des conseils sur la santé et des guides diététiques, en plus de couvrir des événements comme des défilés de mode. Il s'intéresse aussi à l'actualité et à la politique. Initialement annoncé comme « Le Magazine hebdomadaire de News Nègres», Jet est remarquable pour son rôle dans la chronique des premiers jours du mouvement des Droits Civils Américains (1955-1968) depuis ses premiers jours y compris le meurtre de Emmett Till. La couverture de ce magazine avec la photo du corps torturé du jeune Emmett Till est restée une Une tristement célèbre. Tout en défendant l'émancipation des femmes, le magazine crée également une rubrique populaire, « La beauté de la semaine », qui donne à des anonymes l’occasion de publier leur photo en maillot de bain.
Toujours publié en petit format, Jet est la plupart du temps édité en noir et blanc, jusqu'en décembre 1999. En 2009, le format de Jet est modifié : il est publié toutes les semaines avec un numéro double chaque mois. Depuis 2014, cette publication est disponible uniquement sur Internet,. En juin 2016, 65 ans après sa création, Jet (comme sa publication sœur Ebony) est vendu par Johnson Publishing à Clear View Group, une société de capital-investissement basée à Austin, dans le Texas, pour un montant non divulgué.